# Audrey Zarif
Audrey Aldjia Zarif (Saint-Denis, Seine-Saint-Denis, 23 juli 1998) is een Frans professioneel tafeltennisster. Zij speelt rechtshandig met de shakehandgreep.
Zij vertegenwoordigde haar land op de Olympische Jeugdspelen 2014 maar won geen medailles.

## Belangrijkste resultaten
- Brons met het team op de wereldkampioenschappen 2024.
- Brons met het team op de Europese kampioenschappen 2021.
- Brons met het team op de Europese kampioenschappen 2023.